# Charles Cary Rumsey
Pour les articles homonymes, voir Rumsey.
Charles Cary Rumsey, né le 29 août 1879 à Buffalo dans l'État de New York, et mort le 21 septembre 1922, est un sculpteur américain et un joueur polo.

## Biographie

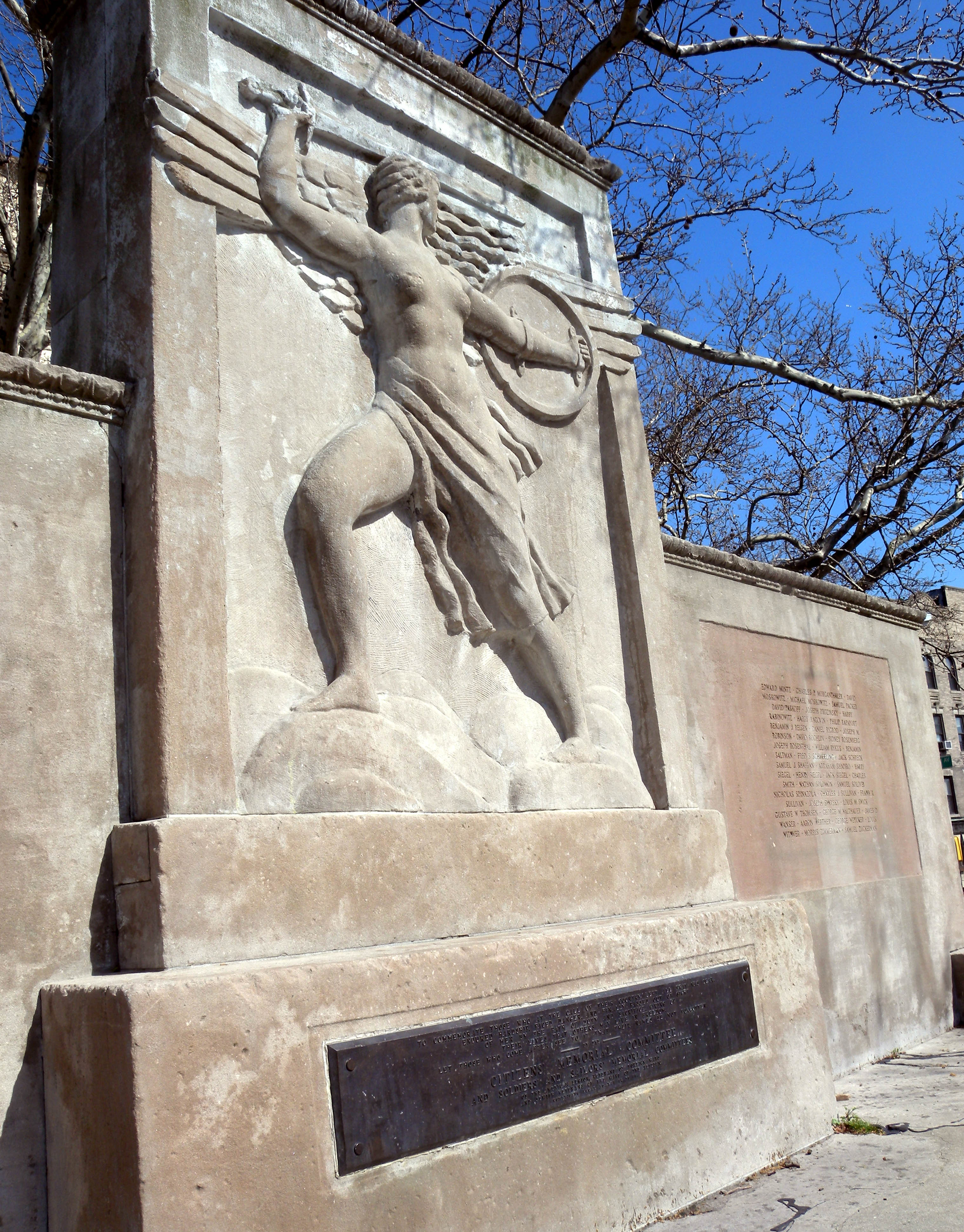
Zion Triangle World War I Memorial, New York City.

Charles Rumsey est né le 29 août 1879 à Buffalo (New York). Il est le fils de Laurence Dana Rumsey, un homme d'affaires local qui a connu le succès, et Jennie Rumsey (née Cary), qui était la sœur du sculpteur Seward Cary (1862-1948) et de l'éminent architecte George Cary (en) (1859-1945). Jennie était la petite-fille de Trumbull Cary (en) (1787-1869), le sénateur de l'État de New York et ancien (en) commissioner de l'agence gouvernementale New York State Banking Department (en). Ensemble, Laurence et Jennie ont eu :
- Evelyn Rumsey (1877-1963), qui en 1922 s'est mariée au rév. Walter R. Seigneur (1873-1952)
- Charles Cary Rumsey
- Gertrude Rumsey (1880-?), qui a épousé Carlton Smith (?-1925)
- Grace Rumsey (1883-1963), qui s'est mariée en 1908 à Charles W. Goodyear Jr (1883-1967))
- Laurence Dana Rumsey Jr (1885-1967)

Enfant, Charles a appris à jouer au polo.
Charles Rumsey, qui était connu par sa famille et ses amis sous le nom de Pad, est diplômé de l'Université de Harvard et a étudié l'art à l'école d'Art de Boston avant d'aller à Paris, en 1902, pour étudier à l'École des Beaux-Arts, où son oncle, George Cary, a étudié à partir de 1886 jusqu'en 1889. Alors qu'il est encore étudiant à Harvard, il a exposé une sculpture d'un indien à l'Pan-Américaine de l'Exposition à Buffalo en 1901.
Il a travaillé principalement le bronze. Lorsqu'il revient de Paris en 1906, il s'établit dans un studio d'art sur la 59e Rue dans la Ville de New York.

### Vie privée

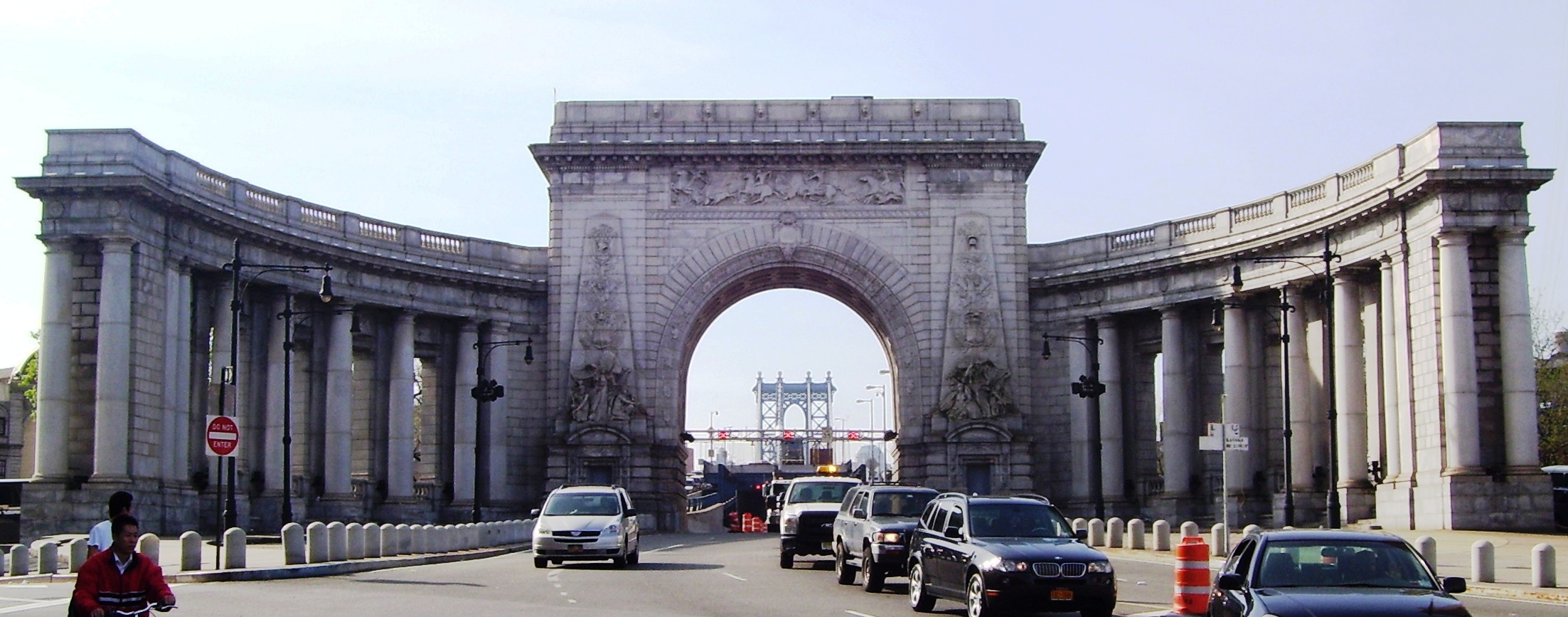
L' arc de triomphe et de la colonnade à la Manhattan entrée du Pont de Manhattan

En 1910, Rumsey a épousé Marie Harriman, la fondatrice de The Junior League for the Promotion of Settlement Movements, plus tard connu sous le nom de Junior League of the City of New York de l' Association des Ligues Junior International Inc. Mary était la fille d'un magnat du chemin de fer E. H. Harriman et sœur de W. Averell Harriman, ancien Gouverneur de l'État de New York et diplomate des États-Unis. En 2015, elle a été intronisée à titre posthume au National women's Hall of Fame. Ensemble, ils ont eu trois enfants:
- Charles Cary Harriman (né en 1911)
- Marie Averell (né en 1913)
- Bronson Harriman (1917-1939).

Rumsey est mort en 1922 et est inhumé au Cimetière Forest Lawn à Buffalo, New York.